# Luruaco
Luruaco is een gemeente in het Colombiaanse departement Atlántico. De gemeente telt 22.878 inwoners (2005).